# Allotraeus grahami
Allotraeus grahami là một loài bọ cánh cứng trong họ Cerambycidae.